# الوكيل (السادات)
عزبة الوكيل قرية تابعة لمركز السادات في محافظة المنوفية في جمهورية مصر العربية.